# Simão (ur. 1928)
Pedro Simão Aquino de Araújo (16 marca 1928) – piłkarz brazylijski znany jako Simão, napastnik.
Urodzony w Recife Simão karierę piłkarską rozpoczął w 1943 roku w klubie Sport Recife, z którym od razu zdobył mistrzostwo stanu Pernambuco. W klubie Sport grał do 1946 roku.
W 1947 roku został graczem klubu Portuguesa São Paulo. Jako piłkarz klubu Portuguesa był w kadrze reprezentacji podczas turnieju Copa América 1949, gdzie Brazylia zdobyła tytuł mistrza Ameryki Południowej. Simão zagrał w siedmiu meczach - z Ekwadorem (zdobył 2 bramki), Boliwią (zdobył 2 bramki), Chile, Peru (zdobył 1 bramkę), Urugwajem, Paragwajem i w decydującym o mistrzowskim tytule barażu z Paragwajem.
W klubie Portuguesa Simão grał do 1952 roku, po czym w 1953 roku został graczem klubu Corinthians Paulista, z którym w 1954 roku zdobył tytuł mistrza stanu São Paulo. W Corinthians występował do 1955 roku.
W 1955 roku na krótko przeszedł do klubu São Bento Sorocaba, by w 1956 roku powrócić do Portuguesy, gdzie grał do 1957 roku. W 1958 roku grał krótko w klubie Vila Santista Mogi das Cruzes, po czym przeniósł się do drużyny Muzambinho ze stanu Minas Gerais, gdzie występował do 1965 roku.
Na koniec kariery w latach 1965-1973 grał w klubie Atlético, w stanie Rio Grande do Sul.